# ノア精密
ノア精密株式会社（ノアせいみつ、英: NOA CO., LTD.）は、東京都台東区寿に所在する、時計や計器類の企画製造販売を行う企業。
自社ブランド「MAG」（マグ）を展開する。

## 概要
1982年の設立以来、東京浅草周辺で「ハカル」をテーマに「MAG」という自社ブランドにて時計や計器類のものづくりを続けている企業。OEM受託、記念品ノベルティなども受け付けている。自社で企画した製品は中国及び台湾の協力工場で生産され、輸入・販売を行っているファブレスメーカーである。
2023年には電波時計が利用しづらい施設でも使えるWi-Fi接続の無線LAN時計の販売を開始した。

## 沿革
公式サイト「企業情報」より抜粋。
- 1979年7月 - 株式会社ノアとして設立。
- 1982年4月
  - ノア精密株式会社に改称。
  - ブランド「MAG」の販売を開始。
- 2006年8月 - 大阪営業所を開設。
- 2018年9月 - 専門店向けブランド「MAG Private」の販売を開始。
- 2019年7月 - 直営オンラインショップ「NOASHOP」を開店。